# Чемпіонат УРСР з футболу серед КФК 1968
Чемпіонат УРСР серед колективів фізичної культури 1968 проходив у 5 зонах, участь у змаганнях брав 21 клуб.

## Зональний турнір

### 1 зона
Переможцем групи став клуб ГУС (Горлівка).

### 2 зона
Переможцем групи став клуб «Темп» (Київ).

### 3 зона
Переможцем групи став клуб «Дружба» (Бучач).

### 4 зона
Переможцем групи став клуб «Хімік» (Калуш).

### 5 зона
Переможцем групи став клуб «Титан» (Запоріжжя).

## Фінальний турнір КФК
| М  | Команда                 | І | В | Н | П | М    | О |
| -- | ----------------------- | - | - | - | - | ---- | - |
| 1. | «Дружба» (Бучач)        | 5 | 4 | 0 | 1 | 9:2  | 8 |
| 2. | ГУС Горлівка            | 5 | 3 | 0 | 2 | 11:6 | 6 |
| 3. | «Темп» (Київ)           | 5 | 3 | 0 | 2 | 4:4  | 6 |
| 4. | «Титан» (Запоріжжя)     | 5 | 2 | 0 | 3 | 4:5  | 4 |
| 5. | ЛВВПУ СА і ВМФ м. Львів | 5 | 2 | 0 | 3 | 3:7  | 4 |
| 6. | «Хімік» (Калуш)         | 5 | 1 | 0 | 4 | 2:8  | 2 |